# Заливин, Александр Юрьевич
Александр Юрьевич Заливин (род. 15 июля 1990, Москва) — российский хоккеист, вратарь. Мастер спорта России.

## Биография
Начал заниматься хоккеем в 6 лет в московском «Вымпеле» на позиции защитника, с восьми лет — в воротах. В 2001 году перешёл в СДЮШОР «Динамо» имени Чернышева. Выпускник школы 2007 года (тренеры Виктор Шкурдюк, Николай Варянов).
В сезоне 2006/07 дебютировал в составе команды первой лиги «Динамо-2» Москва. Выступал за фарм-клубы «Динамо» «Рязань» (высшая лига) и МХК «Динамо» (МХЛ, оба — сезон 2009/10) и «Динамо» (ВХЛ) и «Шериф» (МХЛ, оба — Тверь, сезон 2010/11). В ноябре 2010 года перешёл в клуб МХЛ «Белые тигры» Оренбург. Перед сезоном 2011/12 перешёл в систему клуба КХЛ «Югра», выступал в МХЛ за команду «Мамонты Югры». Вернувшись в «Динамо», пять сезонов отыграл за команду ВХЛ «Динамо» Балашиха. В ноябре — декабре 2016 года провёл за «Динамо» шесть матчей в КХЛ.
Играл в ВХЛ за команды «Сокол» Красноярск, «Буран» Воронеж (обе — 2017/18) и «Чэнтоу» (Китай, 2018/19). Выступал в чемпионате Словакии за клубы «Детва» (2018/19, 2019/20) и «Липтовски-Микулаш» (2019/20).